# Jeffrey de Luna
Jeffrey „Jeff“ de Luna (* 14. Februar 1984) ist ein philippinischer Poolbillardspieler.

## Karriere
Im November 2006 machte Jeffrey de Luna erstmals international auf sich aufmerksam, als er bei der 9-Ball-Weltmeisterschaft unter anderem Nick van den Berg besiegte und erst im Achtelfinale gegen den Vietnamesen Luong Chi Dung ausschied.
Im 9-Ball-Turnier der Asienspiele 2006 gelang ihm der Einzug ins Finale. Dort unterlag er jedoch seinem Landsmann Antonio Gabica mit 7:11.
Im Oktober 2007 gewann de Luna die Manny Pacquiao International 9-Ball Open.
Im November desselben Jahres erreichte er das Sechzehntelfinale der 9-Ball-WM und gewann die Kabayan San Miguel Beer World 9-Ball Challenge.
Im März 2008 wurde de Luna Fünfter bei einem Turnier der Asian 9-Ball-Tour.
Bei der 8-Ball-WM hingegen schied er bereits in der Vorrunde aus.
Im Juli wurde er Neunter bei den Qatar World Open, im Oktober erreichte er das Sechzehntelfinale der 10-Ball-WM.
2009 wurde de Luna im Finale gegen Ricky Yang Zweiter bei den Philippines Open, bei den China Open wurde er Neunter und bei den Qatar World Open Siebzehnter. Bei der 10-Ball-WM schied er in der Vorrunde aus.
Bei den Japan Open wurde de Luna 2010 Dritter.
Im April 2010 erreichte er sein bislang bestes Ergebnis bei der 8-Ball-WM, als er erst im Viertelfinale dem Russen Ruslan Tschinachow unterlag.
Bei der 9-Ball-WM 2010 schied de Luna im Sechzehntelfinale aus, bei den Predator International Championship und den China Open wurde er Fünfter.
Im Januar 2011 gewann de Luna das Star Billiards 10-Ball Event.
Bei der 10-Ball-WM und der 9-Ball-WM erreichte de Luna 2010 die Runde der letzten 64, bei dem Manny Pacquiao International 10-ball championship wurde er Dritter.
Im Juli 2012 wurde de Luna Fünfter bei der World Series of Pool.
Bei der 9-Ball-WM 2013 erreichte de Luna das Viertelfinale, das er jedoch gegen den späteren Weltmeister Thorsten Hohmann mit 7:11 verlor.
2014 schied er in der Runde der letzten 64 gegen Jason Klatt aus.
Gemeinsam mit Jeffrey Ignacio gewann de Luna im September 2014 das Doppel-Turnier des Manny Pacquiao Cup.
Im November erreichte er das Sechzehntelfinale der All Japan Open 2014.